# Составная единица информации
Составная единица информации (СЕИ) — логически взаимосвязанная совокупность реквизитов (простейших неделимых на смысловом уровне единиц информации, отражающих количественную или качественную характеристику сущностей предметной области).
Схемные свойства СЕИ:
1. Полное имя
2. ID
3. Структура данных. Структура СЕИ определяется взаимосвязью и составом компонентов реквизитов или вложенных СЕИ. В общем случае структура иерархическая, содержащая 2 или более уровней.
4. Размерность

СЕИ рассматривается как массив однотипных документов. Отдельный экземпляр СЕИ представлен значениями вложенных компонентов.
СЕИ (размерность).(структура взаимосвязи компонентов)